# Nefeš be-nefeš

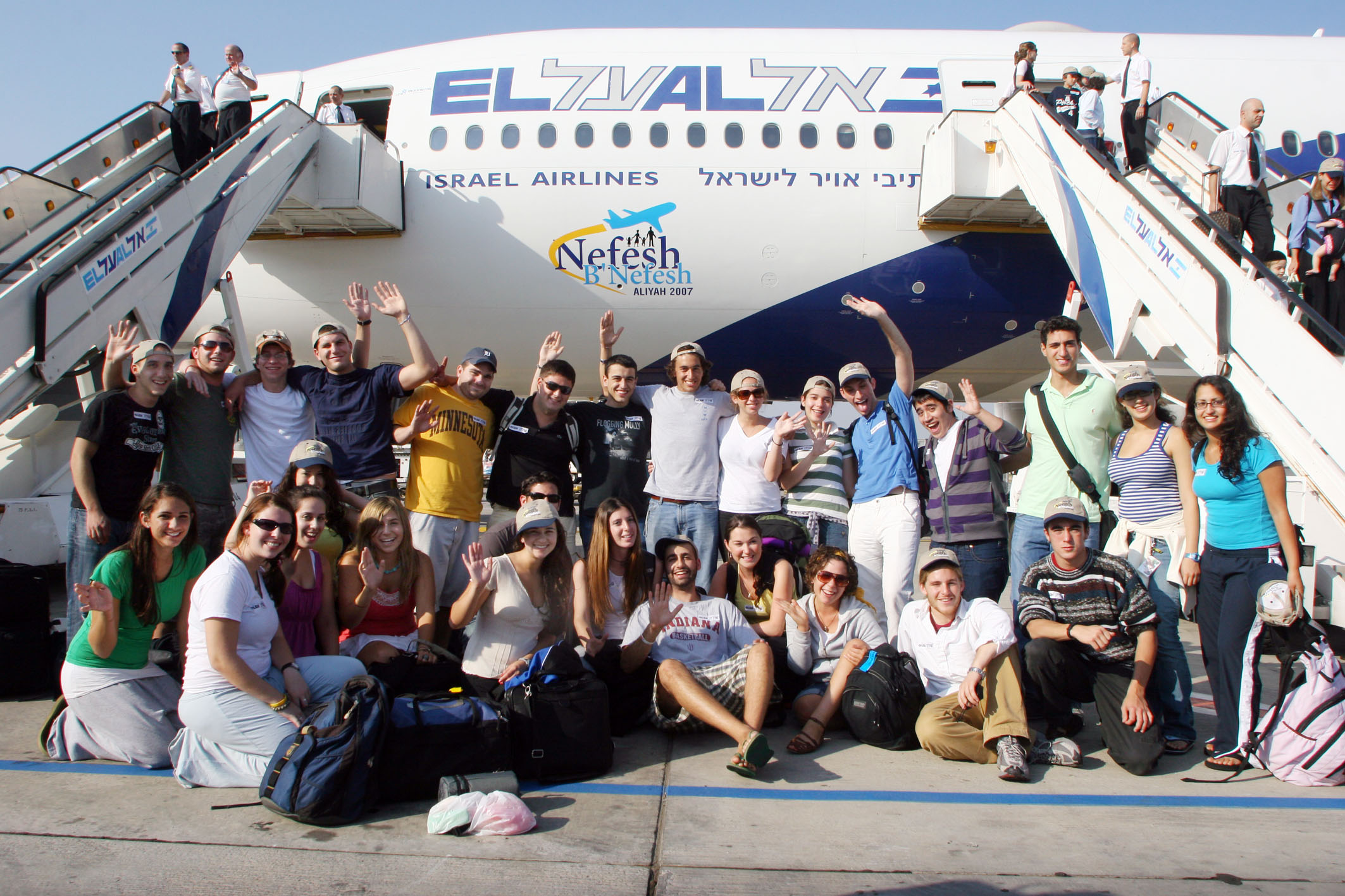
Noví olim z roku 2007

Nefeš be-nefeš (hebrejsky נפש בנפש, anglicky Nefesh B'Nefesh) je organizace, která podporuje aliju Židů ze severní Ameriky a Spojeného království do Izraele. Organizace však dodnes nepomáhá imigrantům z jiných anglicky mluvících zemí, jako je Austrálie, Nový Zéland či Jihoafrická republika. Byla založena rabbi Jehošuou Fassem a Tony Gelbartem v roce 2002 a spolupracuje s Židovskou agenturou.
V lednu 2007 Nefeš be-nefeš oznámila svého v pořadí 16 000. olim (tj. člověka, který absolvuje aliju). Organizace využívá charterové lety společnosti El Al. V roce 2010 hodlá Nefeš be-nefeš ve spolupráci s Židovskou agenturou uspořádat osm velkých veletrhů ve Spojených státech a Kanadě, které by měly poskytnout potenciálním zájemcům o aliju veškeré informace, které by mohli potřebovat. Veletrhy by se měly konat ve velkých městech (New York, Baltimore, Los Angeles, Montreal, Toronto, San Francisco, Chicago a Miami) a prvního z nich by se měl zúčastnit izraelský vicepremiér Silvan Šalom.